# Лісбет ван Тонгерен
Лісбет ван Тонгерен (нар. 31 березня 1958 р.,Влардінген) — нідерландська політична діячка, колишній державний службовець і директор Грінпіс Нідерландів (2003–2010). Як член партії Зелених лівих, з 17 червня 2010 року по 13 червня 2018 року вона була депутатом Палати представників. Вона зосереджується на питаннях клімату, енергетики, просторового планування, ощадності та транспорту. 7 червня 2018 року вона була призначена старостою Гааги.
Ван Тонгерен виросла в Алмело і отримала ступінь бакалавра права Амстердамського вільного університету та магістра міжнародного права в Амстердамського університету.

## Зовнішні посилання
- Біографія муніципалітету Гааги [Архівовано 28 вересня 2020 у Wayback Machine.]